# キフィソス川 (アテネ)

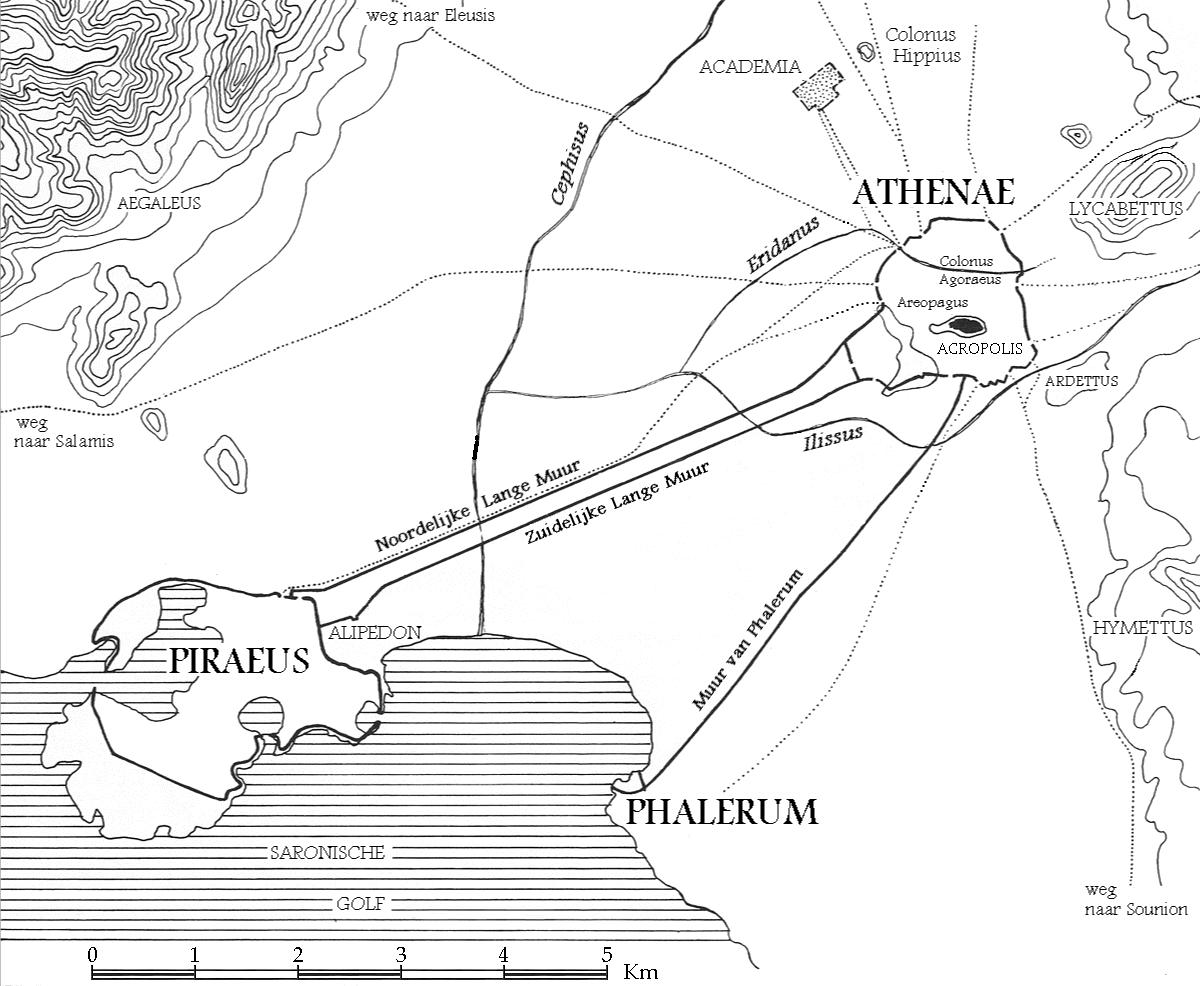
キフィソス川（ケピソス川）の位置。かつては図のようにイリソス川が支流として合流していた。

キフィソス川（希: Κηφισός, Kifisos）とは、ギリシャのアテネの西方を流れている河川。名前は神話のケーピーソスに由来する。
「キフィソス川」という読み方は現代ギリシャ語風のものであり、古風な発音で「ケピソス川/ケフィソス川」等と表記されることもある。